# Utrka na 100 m na Olimpijskim igrama

## Muškarci
Osvajači olimpijskih medalja u atletskoj disciplini 100 m prikazani su u sljedećoj tablici:
| Olimpijske igre      | Zlato                  | Zlato           | Srebro                   | Srebro          | Bronca                                   | Bronca          |
| Atena 1896.          | Tom Burke (SAD)        | 12,0 s          | Fritz Hoffmann (NJE)     | 12,2 s          | Alajos Szokolyi (MAĐ) Francis Lane (SAD) | 12,6 s          |
| Pariz 1900.          | Frank Jarvis (SAD)     | 11,0 s          | John Tewksbury (SAD)     | 11,1 s          | Stanley Rowley (AUS)                     | 11,2 s          |
| St. Louis 1904.      | Archie Hahn (SAD)      | 11,0 s          | Nate Cartmell (SAD)      | 11,2 s          | William Hogenson (SAD)                   | 11,2 s          |
| Atena 1906.          | Archie Hahn (SAD)      | 11,2 s          | Fay Moulton (SAD)        | 11,3 s          | Nigel Barker (AUS)                       | 11,3 s          |
| London 1908.         | Reggie Walker (JAR)    | 10,8 s          | James Rector (SAD)       | 10,9 s          | Bobby Kerr (KAN)                         | 11,0 s          |
| Stockholm 1912.      | Ralph Craig (SAD)      | 10,8 s          | Alvah Meyer (SAD)        | 10,9 s          | Don Lippincott (SAD)                     | 10,9 s          |
| Antwerpen 1920.      | Charlie Paddock (SAD)  | 10,8 s          | Morris Kirksey (SAD)     | 10,9 s          | Harry Edward (VBR)                       | 10,9 s          |
| Pariz 1924.          | Harold Abrahams (VBR)  | 10,6 s          | Jackson Scholz (SAD)     | 10,7 s          | Arthur Porritt (NZL)                     | 10,8 s          |
| Amsterdam 1928.      | Percy Williams (KAN)   | 10,8 s          | Jack London (VBR)        | 10,9 s          | Georg Lammers (NJE)                      | 10,9 s          |
| Los Angeles 1932.    | Eddie Tolan (SAD)      | 10,38 s         | Ralph Metcalfe (SAD)     | 10,38 s         | Arthur Jonath (NJE)                      | 10,50 s         |
| Berlin 1936.         | Jesse Owens (SAD)      | 10,3 s (vjetar) | Ralph Metcalfe (SAD)     | 10,4 s (vjetar) | Tinus Osendarp (NIZ)                     | 10,5 s (vjetar) |
| London 1948.         | Harrison Dillard (SAD) | 10,3 s          | Barney Ewell (SAD)       | 10,4 s          | Lloyd LaBeach (PAN)                      | 10,4 s          |
| Helsinki 1952.       | Lindy Remigino (SAD)   | 10,79 s         | Herb McKenley (JAM)      | 10,80 s         | Emmanuel McDonald Bailey (VBR)           | 10,83 s         |
| Melbourne 1956.      | Bobby Joe Morrow (SAD) | 10,62 s         | Thane Baker (SAD)        | 10,77 s         | Hector Hogan (AUS)                       | 10,77 s         |
| Rim 1960.            | Armin Hary (NJE)       | 10,32 s         | Davide Sime (SAD)        | 10,35 s         | Peter Radford (VBR)                      | 10,42 s         |
| Tokio 1964.          | Bob Hayes (SAD)        | 10,06 s         | Enrique Figuerola (KUB)  | 10,25 s         | Harry Jerome (KAN)                       | 10,27 s         |
| Mexico City 1968.    | Jim Hines (SAD)        | 9,95 s          | Lennox Miller (JAM)      | 10,04 s         | Charles Greene (SAD)                     | 10,07 s         |
| München 1972.        | Valeri Borzov (SSSR)   | 10,14 s         | Robert Taylor (SAD)      | 10,24 s         | Lennox Miller (JAM)                      | 10,33 s         |
| Montreal 1976.       | Hasely Crawford (TRI)  | 10,06 s         | Don Quarrie (JAM)        | 10,07 s         | Valeri Borzov (SSSR)                     | 10,14 s         |
| Moskva 1980.         | Allan Wells (VBR)      | 10,25 s         | Silvio Leonard (KUB)     | 10,25 s         | Petar Petrov (BUG)                       | 10,39 s         |
| Los Angeles 1984.    | Carl Lewis (SAD)       | 9,99 s          | Sam Graddy (SAD)         | 10,19 s         | Ben Johnson (KAN)                        | 10,22 s         |
| Seoul 1988.          | Carl Lewis (SAD)       | 9,92 s          | Linford Christie (VBR)   | 9,97 s          | Calvin Smith (SAD)                       | 9,99 s          |
| Barcelona 1992.      | Linford Christie (VBR) | 9,96 s          | Frankie Fredericks (NAM) | 10,02 s         | Dennis Mitchell (SAD)                    | 10,04 s         |
| Atlanta 1996.        | Donovan Bailey (KAN)   | 9,84 s          | Frankie Fredericks (NAM) | 9,89 s          | Ato Boldon (TRI)                         | 9,90 s          |
| Sydney 2000.         | Maurice Greene (SAD)   | 9,87 s          | Ato Boldon (TRI)         | 9,99 s          | Obadele Thompson (BAR)                   | 10,04 s         |
| Atena 2004.          | Justin Gatlin (SAD)    | 9,85 s          | Francis Obikwelu (PUR)   | 9,86 s          | Maurice Greene (SAD)                     | 9,87 s          |
| Peking 2008.         | Usain Bolt (JAM)       | 9,69 s          | Richard Thompson (TRI)   | 9,89 s          | Walter Dix (SAD)                         | 9,91 s          |
| London 2012.         | Usain Bolt (JAM)       | 9,63 s          | Yohan Blake (JAM)        | 9,75 s          | Justin Gatlin (SAD)                      | 9,79 s          |
| Rio de Janeiro 2016. | Usain Bolt (JAM)       | 9,81 s          | Justin Gatlin (SAD)      | 9,89 s          | Andre De Grasse (KAN)                    | 9,91 s          |
| Tokio 2020.          | Marcell Jacobs (ITA)   | 9,80 s          | Fred Kerley (SAD)        | 9,84 s          | Andre De Grasse (KAN)                    | 9,89 s          |
| Pariz 2024.          | Noah Lyles (SAD)       | 9,784 s         | Kishane Thompson (JAM)   | 9,789 s         | Fred Kerley (SAD)                        | 9,81 s          |

## Žene
Osvajačice olimpijskih medalja u atletskoj disciplini Utrka na 100 m prikazani su u sljedećoj tablici:
| Olimpijske igre      | Zlato                          | Zlato   | Srebro                                     | Srebro  | Bronca                               | Bronca  |
| Amsterdam 1928.      | Betty Robinson (SAD)           | 12,2 s  | Fanny Rosenfeld (KAN)                      | 12,3 s  | Ethel Smith (KAN)                    | 12,3 s  |
| Los Angeles 1932.    | Stanisława Walasiewicz (POLJ)  | 11,9 s  | Hilda Strike (KAN)                         | 11,9 s  | Wilhelmina von Bremen (SAD)          | 12,0 s  |
| Berlin 1936.         | Helen Stephens (SAD)           | 11,5 s  | Stanisława Walasiewicz (POLJ)              | 11,7 s  | Käthe Krauss (NJE)                   | 11,9 s  |
| London 1948.         | Fanny Blankers-Koen (NIZ)      | 11,9 s  | Dorothy Manley (VBR)                       | 12,2 s  | Shirley Strickland (AUS)             | 12,2 s  |
| Helsinki 1952.       | Marjorie Jackson (AUS)         | 11,5 s  | Daphne Hasenjager (JAR)                    | 11,8 s  | Shirley Strickland de la Hunty (AUS) | 11,9 s  |
| Melbourne 1956.      | Betty Cuthbert (AUS)           | 11,5 s  | Christa Stubnick (EUA)                     | 11,7 s  | Marlene Matthews (AUS)               | 11,7 s  |
| Rim 1960.            | Wilma Rudolph (SAD)            | 11,0 s  | Dorothy Hyman (VBR)                        | 11,3 s  | Giuseppina Leone (ITA)               | 11,3 s  |
| Tokio 1964.          | Wyomia Tyus (SAD)              | 11,4 s  | Edith McGuire (SAD)                        | 11,6 s  | Ewa Kłobukowska (POLJ)               | 11,6 s  |
| Ciudad Mexico 1968.  | Wyomia Tyus (SAD)              | 11,0 s  | Barbara Ferrell (SAD)                      | 11,1 s  | Irena Szewinska (POLJ)               | 11,1 s  |
| München 1972.        | Renate Stecher (DRNJ)          | 11,07 s | Raelene Boyle (AUS)                        | 11,23 s | Silvia Chibas (KUB                   | 11,24 s |
| Montreal 1976.       | Annegret Richter (SRNJ)        | 11,08 s | Renate Stecher (DRNJ)                      | 11,13 s | Inge Helten (SRNJ)                   | 11,17 s |
| Moskva 1980.         | Lyudmila Kondratyeva (SSSR)    | 11,06 s | Marlies Göhr (DRNJ)                        | 11,07 s | Ingrid Auerswald (DRNJ)              | 11,14 s |
| Los Angeles 1984.    | Evelyn Ashford (SAD)           | 10,97 s | Alice Brown (SAD)                          | 11,13   | Merlene Ottey (JAM)                  | 11,16   |
| Seul 1988.           | Florence Griffith Joyner (SAD) | 10,54 s | Evelyn Ashford (SAD)                       | 10,83 s | Heike Drechsler (DRNJ)               | 10,85 s |
| Barcelona 1992.      | Gail Devers (SAD)              | 10,82 s | Juliet Cuthbert (JAM)                      | 10,83 s | Irina Privalova (ZND)                | 10,84 s |
| Atlanta 1996.        | Gail Devers (SAD)              | 10,94 s | Merlene Ottey (JAM)                        | 10,94 s | Gwen Torrence(SAD)                   | 10,96 s |
| Sydney 2000.         | Marion Jones (SAD)             | 10,75 s | Ekaterini Thanou (GRČ)                     | 11,12 s | Tayna Lawrence (JAM)                 | 11,18 s |
| Atena 2004.          | Julija Nesterenko (BJE)        | 10,93 s | Lauryn Williams (SAD)                      | 10,96 s | Veronica Campbell (JAM)              | 10,97 s |
| Peking 2008.         | Shelly-Ann Fraser (JAM)        | 10,78 s | Sherone Simpson (JAM) Kerron Stewart (JAM) | 10.98 s | --                                   | --      |
| London 2012.         | Shelly-Ann Fraser (JAM)        | 10,75 s | Carmelita Jeter (SAD)                      | 10,78 s | Veronica Campbell (JAM)              | 10,81   |
| Rio de Janeiro 2016. | Elaine Thompson (JAM)          | 10,71 s | Tori Bowie (SAD)                           | 10,83 s | Shelly-Ann Fraser (JAM)              | 10,86   |
| Tokio 2020.          | Elaine Thompson-Herah (JAM)    | 10,61 s | Shelly-Ann Fraser-Pryce (JAM)              | 10,74 s | Shericka Jackson (JAM)               | 10,76   |
| Pariz 2024.          | Julien Alfred (LCA)            | 10,72 s | Sha'Carri Richardson (SAD)                 | 10,87 s | Melissa Jefferson (SAD)              | 10,92   |